# Segunda Galicia

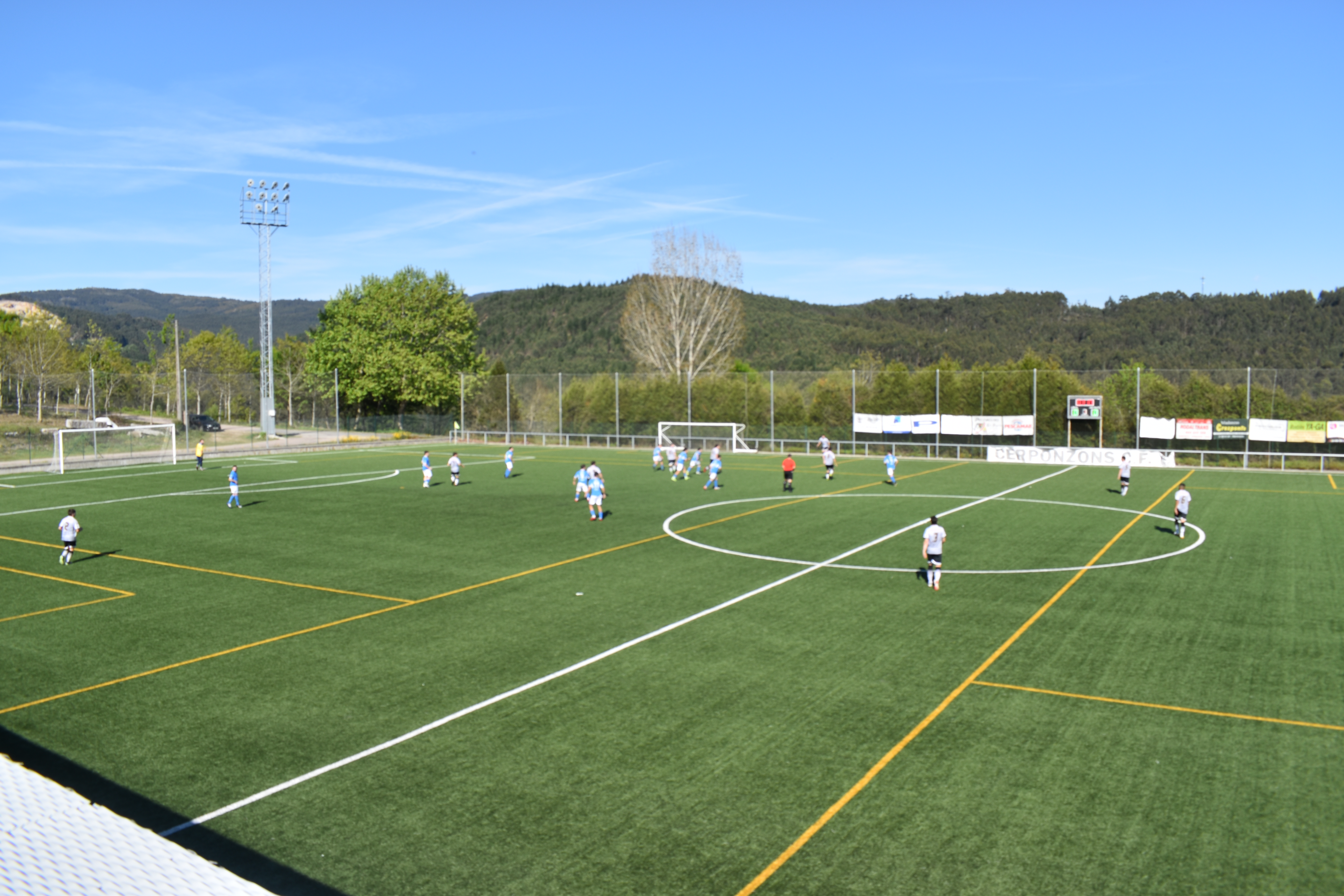
Cerponzóns CF - Soutomaior CD en el campo de Chan do Monte, 2022-23.

La Segunda Galicia es la octava categoría del sistema de ligas de fútbol masculino en Galicia. Constituye el nivel posterior a la Primera Galicia. Su organización corre a cargo de la Real Federación Gallega de Fútbol. Consta de 12 grupos, de entre 12 y 18 equipos cada uno, distribuidos por proximidad geográfica. Su estatus es amateur.

## Denominaciones
- Segunda Regional (hasta 2006)
- Segunda Autonómica (2006-2016)
- Segunda Galicia (desde 2016)

## Sistema de competición
La liga consiste en once grupos:
- 1: La Coruña (18 equipos)
- 2: A Costa (16 equipos)
- 3A y 3B: Ferrol (11 y 10 equipos, respectivamente)
- 4 y 5: Santiago (18 equipos cada uno)
- 6: Lugo Norte (16 equipos)
- 7: Lugo Sur (16 equipos)
- 8 y 9: Ourense  (16 equipos cada uno)
- 10: Pontevedra (18 equipos)
- 11: Vigo (18 equipos)

El sistema de competición es el mismo que en el resto de categorías de la Liga. Se disputa anualmente, empezando a finales del mes de agosto o principios de septiembre, y concluye en el mes de mayo o junio del siguiente año.
Los equipos de cada grupo se enfrentan todos contra todos en dos ocasiones, una en campo propio y otra en campo contrario. El orden de los encuentros se decide por sorteo antes de empezar la competición. El ganador de un partido obtiene tres puntos, el perdedor no suma ninguno y, en caso de un empate, se reparte un punto para cada equipo.
Al finalizar la liga, los primeros de cada grupo ascienden a Primera Galicia. Los últimos clasificados descienden a Tercera Galicia.

## Equipos participantes 2022/23
| A CORUÑA | A CORUÑA | A COSTA | A COSTA |
| Subgrupo 1A | Subgrupo 1B | Subgrupo 1A | Subgrupo 1B |
| --- | --- | --- | --- |
| - Atlético San Pedro - CF Carnoedo - CX Dorneda - CD Mesía - CD Obrero - CCD Queixas - San Martiño SD - Santa Cruz CF - SDC Teixeiro - Visantoña CF - Vizoño SD | - UDJ Almeiras - Atlético Castros - AD Culleredo - CD Marte - Imperátor OAR - Olímpico CF B - Orillamar SD - Oza Juvenil SD - Relámpago SD - Sporting Coruñés SD | - CD Baíñas - Camariñas FC - UC Cee - SD Esteirana - Lira CF - UD Monte Louro - CD Muros - Muxía CF - Outes FC | - Buño SD - Cabana SD - SD Castriz - UD Cerqueda - SD Coristanco - SCD Malpica - CD Nantón - SD San Lorenzo - Sporting Zas |

| FERROL | FERROL | LUGO | LUGO |
| Subgrupo 1A | Subgrupo 1B | Grupo 1 (Norte) | Grupo 2 (Sur) |
| --- | --- | --- | --- |
| - SD Barallobre - UD Cebarca - SRD Esteiro - CF Estrella - Eume Deportivo B - SDC Galicia de Mugardos B - Mandiá CF - Meirás CF - SDCR Narón O Freixo - SD Rápido de Neda - San Sadurniño CF - CF Vilarmaior | - EFB Amistade Meirás - SDC A Capela - CD Cariño - SD Cultural Maniños B - AD Miño B - ADC Moeche - Monfero FC - UD Narahío - Numancia CF - CD Rosalía - Xuventude Cabanas | - Abadín CF - SDC Cabreiros - SD Candelaria - CF Celta Barreiros - CD Cospeito - Fonsagrada Balompé - CD Goiriz - SD Guitiriz - Iberia CF - AD Matela - Meira CF - AD Mondoñedo Ciudad - SD Muimenta - SDC Roupar - CD San Ciprián - SDC Xermade | - SD Antas - SD Becerreá - AD Bóveda - CD Brollón - SD Chantada B - CD Corgo - Ferreira CF - O Incio Terra Brava CF - SCD Milagrosa - SD Oural - Palas CD - SD Paradela - SD O Páramo - Quiroga FC - CD Río Sil - SCD Santa Comba - Sporting Lucense CF |

| SANTIAGO | SANTIAGO | PONTEVEDRA | VIGO |
| Grupo 1 | Grupo 2 | Grupo 1 | Grupo 1 |
| --- | --- | --- | --- |
| - Abanqueiro SD - Agrón-Barcala CF - SD Araño - CD Artes - UD Bastavales - Bertamiráns FC - SD Cacheiras - SR Calo - SD Carcacía - Cidade de Ribeira CF B - Sporting Lampón - Lesende CFC Lousame - SD Luaña - AD Nicrariense - UD Queiruga - SDC Recesende - CD Rois - SD Urdilde - SD Valiño - Cabo da Cruz - SD Xuventú Aguiño | - Amio SD - Atlético Fátima - CD Berres - CF Cire de Melide - Cogalrodeiro CF - SD Compostela B - SD Cruces B - SD Deixebre - SD Dubra B - CD Estradense B - Lamela CF - CF Laro - CD San Mamed - Racing de San Lorenzo - SD Santa Cruz de Montaos - SD Silleda - SD Touro - Trazo CF - UD Val do Ulla B - Vea CF - SD Villestro | - Atlético Faxilde CF - CD Bueu - Caldas CF - Catoira SD - Cerponzóns CF - CD Cesantes - FC Cruceiro do Hío - UDSM Deiro - Domaio FC - Sporting C. Libertad - Marín CF - SD Monteporreiro - CD Mosteiro - SCD Puentecaldelas - CD Portas - SD Romay - San Martín CF - CD Soutomaior - Unión Sampayo - UD Cobres Vilaboa - CD Xil | - Atlético Matamá - CD Atlético Villar - Cañiza CF - CCD Chaín - CD Coya - Erizana CF - Gondomar CF - Gondomar FB - AD Lavadores - Club Louro Tameiga - UD Mos - AD Mosende - CD Nieto - Nieves CF - UD Ribera - SD Salvatierra - SDR San Esteban - San Miguel CF - Tebra FC - ED Val Miñor Nigrán - FC Xinzo |

| OURENSE | OURENSE | OURENSE |
| Grupo 1 | Grupo 2 | Grupo 3 |
| --- | --- | --- |
| - Amoeiro CF - SDC Arrabaldo - CD Barra de Miño - CD Cea - CD Cenlle - CD Coles - CD O Irixo - Padrenda CF - CD Palmés - Ribadavia Atlético - Salamonde CF - CD Seixalbo - Sporting Vilamarín - CD Velle B | - CD A Bola - Cented Academy - UD Lobios - CD Moreiras - UD Mugares - CD Muíños - Muntián-Maravillas CF - Outomouro CF - Pabellón CF - CD Rante San Cibrao - ADC Sande - Soutopenedo CF - UP Taboadela - Toén FS | - CD Bubal - CD Espadana - CD Maceda - ADF Molgas - SCD Paderne - Parada do Sil CF - Piñeira Seca FC - Rocas CF - CD Rúa - CD Trives - CD Viana - CD Vilar de Barrio - CD Vilardevós - EDC Xinzo |